# Marius Bell
Marius Bell (Manaus, Amazonas, 1 de abril de 1950) é o pseudônimo de um ilustrador e desenhista brasileiro.

## Biografia
Em 1963, Mário, fazia parte dos estudantes que compunham a classe mista da 4ª Série Primária, do Grupo Escolar Getúlio Vargas, situado no limite dos bairros Cachoeirinha e São Francisco, em Manaus – Amazonas. A maioria dos 40 alunos, daquela turma, tinha em média de dez a treze anos. Aquela instituição de ensino público (atualmente Escola Estadual Getúlio Vargas), na época, era considerada uma escola de referência, pois reunia bons professores, para um educandário localizado na periferia da cidade, proporcionando um alto índice de aprovação, para o curso ginasial. Naquele período, o Getúlio Vargas tinha em sua diretoria professoras ‘linha dura’, que se pautavam na disciplina rígida e nos valores religiosos das famílias católicas, predominantes. E tudo que se relacionasse à sexualidade, era tabu e passível de expulsão.
Entre os colegas, Mário se destacava pela incrível capacidade autodidata em desenhar. Seus trabalhos, desde os primeiros anos de escola, recebiam elogios das mestras e eram expostos no mural do saguão do corredor, próximo a sala da diretoria. Pinturas em papel cartolina, com lápis de cor ou grafite, que ele executava com desenvoltura para um pré adolescente de 13 anos, com temas dos mais variados, desde datas cívicas, religiosas, culturais: Dom João VI, Tiradentes, Dom Pedro II, Descobrimento do Brasil, Dia do Índio, 1ª Missa, Páscoa, Negros cortando canas nos engenhos do Recife, Bumba meu boi.
Em 1971 começa sua atividade como desenhista e ilustrador em agências de propaganda, enquanto pintava cartazes de filmes para os cinemas de sua cidade e murais em grandes dimensões. Estudou arquitetura e urbanismo mas não chegou a se formar na área. Em 1994 realiza em Manaus a sua primeira exposição individual e daí em diante continuou a participar de exposições coletivas até que um dia é convidado pela curadora carioca Vera Figueiredo para participar de exposições e salões de artes no Rio de Janeiro, onde suas pinturas acabaram sendo premiadas com Medalhas de Prata, Bronze e Ouro, além da Comenda dos 100 anos do Forte de Copacabana. Entre as obras de Marius Bell está a estátua pedestre de Santo Antonio com 13 metros de altura no município de Borba, no interior do Amazonas. O mural da “Belle-Époque” com 1.200 m² pintado no paredão lateral da Penitenciaria Vidal Pessoa em Manaus. A pintura do “Cristo do Milênio”, no teto do Santuário de Borba. O mural “O Bonde e a Ponte de Ferro” pintado na fachada do prédio da Manaus Energia Eletrobrás em Manaus e o mural na entrada do Forte de Copacabana, retratando “Os 18 do Forte”.